# Oxymycterus hucucha
Oxymycterus hucucha è un roditore della famiglia Cricetidae, endemico della Bolivia.